# .fm
.fm è il dominio di primo livello nazionale assegnato alla Micronesia.
Il dominio .fm è usato anche da siti radiofonici perché ricorda la sigla della modulazione di frequenza (FM). Tra i siti più celebri che utilizzano tale dominio figura Last.fm.
Dal 2018 è possibile registrare domini .fm contenenti emoji.